# 池青天
池青天（韓語：지청천；1888年1月25日—1957年1月15日）本貫忠州池氏，大韓民国独立運動家、政治家，本名池大亨（지대형），雅号“白山”（백산），有一段时间化名李青天（이청천）。:208

## 生平
出生于漢城三清洞30号，他的家族是代代相传的武將家庭，5岁时父亲池在善（지재선）因腸中風去世，他与母亲李氏相依为命。1908年大韩帝国陆军武官学校进修。1909年赴日本留学，入读東京陸軍中央幼年学校。1914年日本陸軍士官学校（26期）毕业，获步兵少尉军衔。
晋升为中尉，因参加1919年三一独立運動逃亡至满洲，在新興武官学校担任教官，尽力培养独立軍幹部。
1920年担任大韓民国臨時政府西路軍政署教官。同年秋日本对在满洲的独立軍展開围剿，青山里戰鬥中他率朝鮮独立軍以約150名的兵力取得大胜，为回避日军对韩国的大规模报复，逃亡安图县密山。
逃亡後，徐一和金佐鎮领导的独立運動团体統合为“大韓独立軍团”，池青天任旅团長，在沿海州符拉迪沃斯托克开展游击战。1921年6月自由市慘變（黑河事變）爆发，軍团被苏联红军解除武装，池青天也被苏军逮捕关押，后被放回满洲。:208
此后越来越多的抗日武装斗争团体组建，1924年，梁起鐸和吳東振组建正義府，池青天任軍事委員長兼司令長。

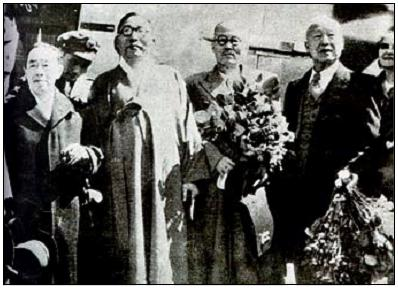
左起金奎植、金九、池青天、李承晩（1947年4月）

1930年金佐鎮被暗殺，韓国独立党創立，池青天任党軍事委員長，并组建韓国独立軍，自任总司令官。1932年任東亞血誠同盟幹部，努力統合满洲各地的抗日团体。1933年10月在河南中国军官学校创设韩国学生特别班:208。1935年参加金元凤、金奎植的民族革命党，但是与金元凤发生矛盾在1937年4月退党，并组建朝鲜革命党。1939年担任大韓民国臨時政府議政院軍事作戰準備官。1940年中国政府迁移到重慶，臨時政府组建韓国光復軍，池青天被任命为光復軍总司令官:208。
1946年4月以个人身份回国，池青天想重建光复军，但由于美军的反对而未能成功。1947年4月创建大同青年团，1948年5月10日当选制宪国会议员（漢城东区），6月1日任宪法基础委员会委员。8月15日韩国政府成立后，被任命为第一任无任所部長。1949年任民主国民党最高委員。1949年12月19日大韩青年团成立的时候，被拥戴为青年团最高委员。1950年当选第2届国会議員。朝鲜战争时期避难离开漢城，在停战后返回。
1951年5月16日参加第2任副总统选举，但落选。此后历任国会电力委员会委员长、国会外务委员会委员长、国会国防委员会委员长等职务，并加入自由党，任多数党领袖、自由党中央委员职务。其他社会活动职务有大韩红十字会中央执行委员会委员长、大韩军人家属会长、反共统一联盟最高委员等职务。
1957年1月15日下午6时30分，在漢城城东区新堂洞的家中去世。葬礼于1月21日上午10时开始，在中央厅野外音乐堂举行，遗体被安葬在国立墓地。1962年韓国政府授予他建国勋章:208。

## 関連項目
- 韓國獨立運動
- 金擎天
- 洪思翊
- 李范奭

| 官衔     | 官衔                                             | 官衔          |
| -------- | ------------------------------------------------ | ------------- |
| 前任： - | 大韓民国無任所部長 1948年8月12日 - 1948年9月27日 | 繼任： 李允榮 |